# 宝绍岱苏木
宝绍岱苏木，是中华人民共和国内蒙古自治区锡林郭勒盟正蓝旗下辖的一个乡镇级行政单位。

## 行政区划
宝绍岱苏木下辖以下地区：
夏日淖尔嘎查、巴彦宝拉格嘎查、安班夏日嘎查、扎鲁特嘎查、努德盖嘎查、哈拉盖图嘎查、苏莫特音高勒嘎查、赛罕塔拉嘎查、辉斯高勒嘎查、乃仁淖尔嘎查、高格斯台嘎查、和日木图嘎查、恩格尔嘎查、查干淖尔嘎查、满都拉图嘎查和登吉嘎查。